# Nicolaas Verkolje
Nicolaas o Nikolaas Verkolje (Delft, [{11 de abril]] de 1673–Ámsterdam, 21 de enero de 1746) fue un grabador a media tinta, pintor, diseñador y decorador de interior neerlandés.

## Biografía

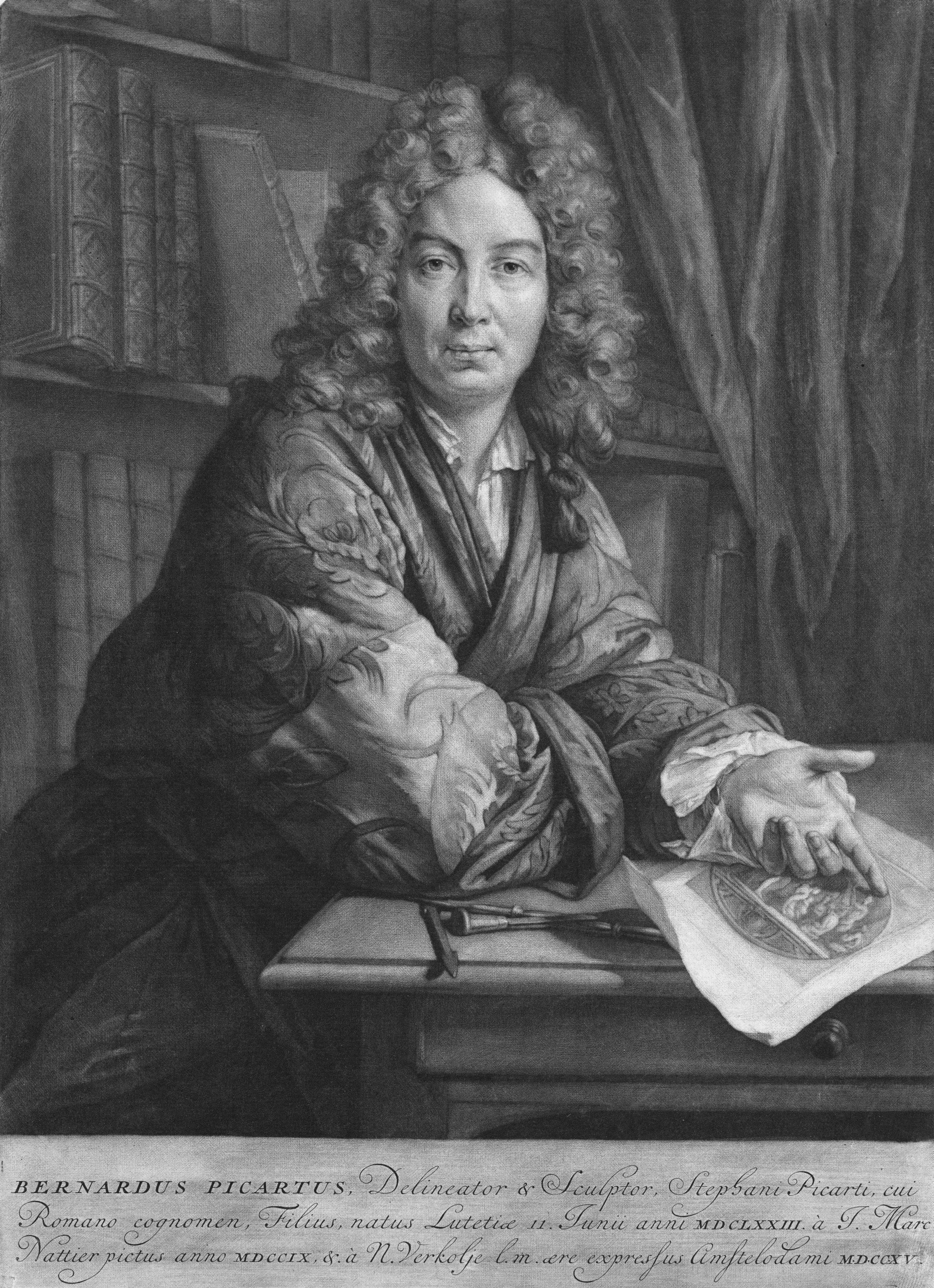
Retrato de Bernard Picart por Jean-Marc Nattier.

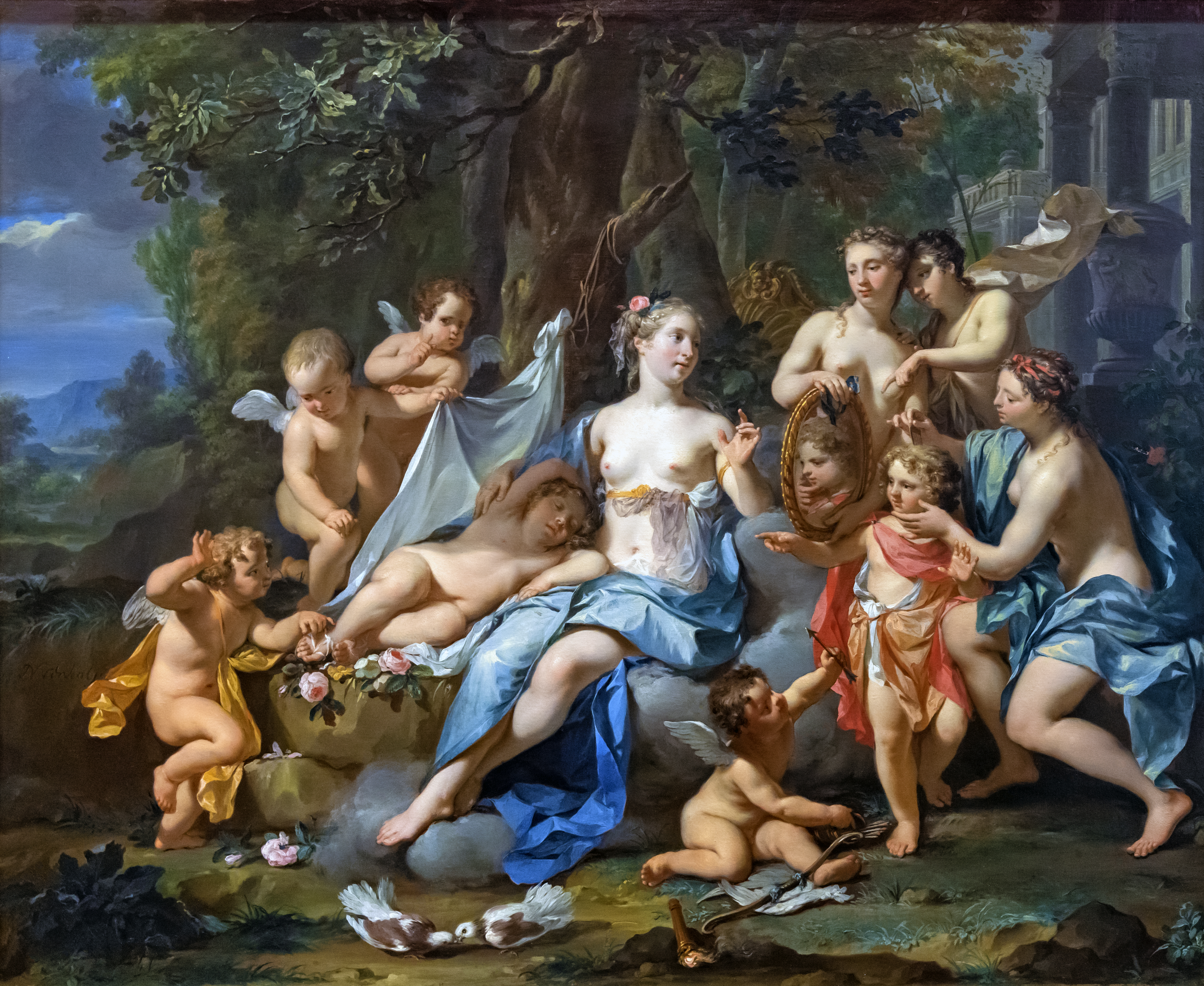
Amor dormido cerca de Venus - Carcasona.

Hijo de Judith Verheul y Jan Verkolje, recibió de ellos la educación en el arte de la pintura y el grabado y continuó la el trabajo de la familia. Además de ser un pintor polifacético, también fue un hábil grabador, particularmente en la técnica de grabado a media tinta.
Trabajó en Ámsterdam entre 1700 y 1746 representando principalmente temas mitológicos, retratos y escenas de género. También pintó techos y grandes salones, y cuadros de estudio en general de temas mitológicos. En 1731 recibió el encargo de reproducir mediante grabado 7 cuadros de Gérard de Lairesse para el ayuntamiento de La Haya.
Sus composiciones revelan la influencia de Frans van Bossuit y Adriaen van der Werff, especialmente en las escenas mitológico-históricas como en Proserpina y sus compañeras recogiendo flores en los prados de Enna.
El estilo de sus obras, en particular El baño del amor, presenta, en la sobriedad con que trata el tema, anticipaciones del Neoclasicismo finisecular.
Ocasionalmente colaboró con Isaac de Moucheron insertando figuras en sus paisajes.
Sus alumnos fueron Arnout Bentinck, Jan Matthias Kok, Jan Maurits Quinkhard y Arnout Rentinck.

## Obras
- Compañía de músicos, óleo sobre lienzo, 59x74,5cm, alrededor de 1690[nota 1]
- Retrato de Willem de Vlamingh, óleo sobre lienzo, 62,6x50,2cm, 1690-1700, en colaboración con Jan Verkolje, Museo Marítimo Nacional de Australia, Darling Harbour, Sídney[nota 2]
- Retrato de Bernard Picart, grabado a media tinta, 29,1x23,8cm, por Jean-Marc Nattier, 1715, Stadsarchief, Ámsterdam
- Betsabé espiada por David durante el baño, pintura, 1716, colección privada[nota 3]
- Retrato de Juana Magteld Van Bredehoff[3]
- Retrato de Pieter Gallis, como ejemplo de su obra, c.1725, Westfries Museum[nota 4]
- David van Mollem y Jacob Sijdervelt con su familia, óleo sobre tabla, 63,5x79cm, 1740, Rijksmuseum Twenthe, Enschede[nota 5]
- Rut y Noemí, óleo sobre tabla, 54x35cm, 1744, Colección privada
- El pintor y su modelo, grabado a media tinta, 28,5x19cm, por Arnold Houbraken, Rijksmuseum Twenthe, Enschede
- El Apóstol Pablo leyendo un gran libro apoyado sobre una calavera a la luz de una vela, grabado a media tinta, 23,2x33,3cm, Linschöten pinx; Nicolaas Verkolje fec et exc
- Retrato de Nanning van Forest
- Proserpina y sus compañeras recogiendo flores en los prados de Enna, Museo del Louvre, París[3]
- Amor dormido cerca de Venus, Museo de Carcasona
- Dido y Eneas, óleo sobre lienzo, 87x115cm, Museo Getty, Los Ángeles